# Културно обучение
Културно обучение (KO) (Cultural learning) се нарича начинът, по който група хора в рамките на едно общество или култура учат и предават нова информация. До голяма степен стиловете на учене са повлияни от степента на културна социализация на децата и младите хора.

## Сродни понятия
- Културна асимилация (Cultural assimilation)
- Културен плурализъм (Cultural pluralism)
- Взаимодействие (Interaction)
- Принципи на междукултурната комуникация (Intercultural communication principles)
- Междукултурни връзки (Intercultural relations)

## Същност на KO
Културното обучение е цялостна система за поведение на учене, характерна за членовете на дадено общество. Културата се отнася до цялостния начин на живот на специфични групи от хора. Включва всичко, което групата от хора мисли, казва, прави и осъществява – обичаи, език, материални артефакти и начин на светоусещане. Културата се усвоява и предава от поколение на поколение. Тя влияе върху формирането на личността и връзката ѝ със света. Всички ценности, отношения, убеждения, чувства и поведение са отражение на опита на човека в рамките на родната му култура.
Предполага се, че социалните животни придобиват знания от останалите членове на стадото. Вълците например, изучават различни стратегии за ловуване от останалите членове на стадото. При хората КО има доста сходни черти, но безспорно, човешката способност за абстрактно мислене е уникален феномен.
На базата на КО хората създават, запаметяват, и пораждат идеи. Те разбират и прилагат специфични системи на символично мислене.
Често една култура предполага механизми за контрол, планиране, правила, инструкции и способност за
осъществяване на успешна комуникация с хора от други култури. Тази способност може да съществува у някого още от
ранна детска възраст или може да бъде развита и подобрена благодарение на силата на волята и личните способности.
Свързана с КО е междукултурната комуникация. Това е способността на хората да влизат във взаимодействие с чуждестранни култури, като улавят и разбират техния специфичен начин на възприемане, мислене, чувстване и действие.

Основните изисквания при КО са прецизност и самосъзнание: разбирането на поведението на останалите и начина им на
мислене, така също и способността им да изразяват собствената си гледна точка по прозрачен начин, с цел да
бъдат разбрани и уважавани, проявявайки гъвкавост, доколкото е възможно.
Обучението е процес на активно ангажиране с опит. То е това, което правят хората, когато искат да открият смисълът в света. То може да е свързано с развитието и задълбочаването на умения, знания, разбиране, съзнание, ценности, идеи и чувства, или увеличаване на капацитета да се отразява. Ефективното учене води до промяна, развитие и желание да научиш повече.
Как традиционните култури, ще се научат да се справят с рисковете от нови знания и идеи, рисковете на достъп до отрицателна информация, и как те ще се научат да се възползват от най-добрите налични знания, може все повече да зависи от вида и качеството на съветите и подкрепата на първите културни групи в мрежата, които ги предоставят за подпомагане на културите, които предстоят.
За да се превърнем в истински глобални гражданини, ще означава, да не отричаме присъщата мощност за положителна промяна, която Интернет поставя в ръцете ни. За да се превърнем в истински глобални гражданини, трябва да честваме/възхваляваме многообразието на човечеството, като запазваме личното право да празнуваме нашето собствено традиционните културно наследство.

## Съставни части на културното обучение
- Познание (за други култури, хора, нации, поведение...).
- Емпатия (разбиране на чувствата и нуждите на другите хора).
- Самоувереност (съзнание за нещата, които желае индивида, силните и слабите му страни, емоционална му стабилност).

## Принципи на междукултурната комуникация
Принципите на междукултурната комуникация насочват процеса на обмен на съдържателна и недвусмислена информация през културните бариери по начин, който запазва взаимно доверие и намалява антагонизма. За тези цели, културата е една обща система от символи, убеждения, отношения, стойности и норми на поведение.
Изучаването на културата става най-лесно в средата на чуждия език, където е възможно да бъдат усвоени междукултурен опит и приспособяване.
Опитът, натрупан по време на обучението в чужбина и личностното осъзнаване, не се прекъсват след завръщане в родната страна. Самият процес включва няколко етапа: етап на планиране на обучението, продължава с етапа на престоя в чужбина, където обучаемите срещат нови предизвикателства и възможности, и често развитието продължава след завръщането в родната страна, където е възможно да бъде приложен усвоеният опит.